# Echinodictyum lacunosum
Echinodictyum lacunosum är en svampdjursart som beskrevs av Kieschnick 1900. Echinodictyum lacunosum ingår i släktet Echinodictyum och familjen Raspailiidae.
Artens utbredningsområde är havet kring Indonesien. Inga underarter finns listade i Catalogue of Life.